# Kuripuni
Kuripuni est une banlieue de la ville de Masterton, une ville de l’est de l’Île du Nord de la Nouvelle-Zélande.

## Installations
La localité a un bar des sports , un centre médical et un centre de la poste bureau de poste.

## Éducation
- Masterton Primary School est une école primaire , publique , mixte,  accueillant les enfants de l’année 1 à 6[4],[5] avec un effectif de 302 élèves en mars 2020[6]

- Masterton Intermediate est une école intermédiaire, publique, mixte, accueillant les enfants de l’année 7 à 8 [7] ,[8] avec un effectif de 221 élèves en mars 2020[9].

- Chanel College (en) est une école secondaire catholique, intégrée au public, mixte , accueillant les enfants de l’année 7 à 13 [10]  avec un effectif de 221 élèves en mars 2020[11].  Il fut fondé en 1978[12].